# Pseudagrion guichardi
Pseudagrion guichardi – gatunek ważki z rodziny łątkowatych (Coenagrionidae). Endemit Etiopii.